# جی‌بی‌یو-۲۴
جی‌بی‌یو-۲۴ پیووی ۳(به انگلیسی: GBU-24 Paveway III) نوعی بمب هدایت لیزری است که زیرگروه ریثیون پیووی ۳ است. قطعهٔ هدایت کنندهٔ پیووی دارای یک جستجوگر است که در دماغهٔ جنگ‌افزار نصب شده است. در بخش پشتی جنگ‌افزار بال‌ها قرار دارند که ثبات و برد بیشتر را برای آن فراهم می‌کنند.

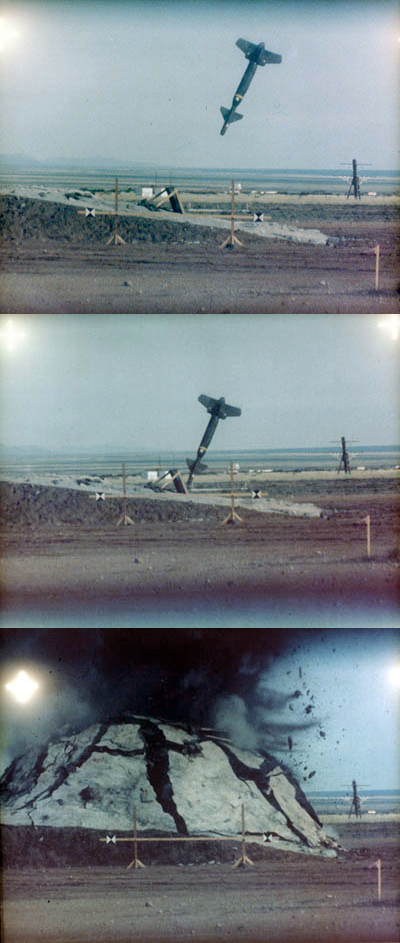

گزینه‌های کلاهک شامل موارد زیر هستند:
- Mk. 84 –      بمب عمومی با وزن ۹۱۰ کیلوگرم     (۲۰۰۰     پوند)
- BLU-109     –  بمب نفوذی با وزن ۹۱۰ کیلوگرم     (۲۰۰۰     پوند)
- BLU-116     –  بمب نفوذی پیشرفته و     یکپارچه
- CPE-800     –  مورد استفاده در BPG-2000، سلاح مشابه و بومی ساخت اسپانیا

در مقایسه با خانواده GBU-10 یا خانواده  Paveway II، بمب  GBU-24، به‌دلیل بهره‌مندی از فناوری هدایت مؤثرتر، توانایی گلاید (سر خوردن) بیشتری دارد. با این حال، کیت هدایت  Paveway IIIگران‌تر است و همین امر باعث می‌شود که  GBU-24، برای حمله به اهداف پرارزش دارای پدافند قوی مناسب باشد. این سلاح در حدود سال ۱۹۸۳ وارد خدمت شد و در حال حاضر در نیروی هوایی ایالات متحده، نیروی دریایی ایالات متحده، سپاه تفنگداران دریایی آمریکا و نیروهای هوایی مختلف ناتو، به‌کار گرفته می‌شود.
برای هدایت آن، این بمب به یک نقطه‌ با انرژی لیزری با کدگذاری پالسی احتیاج دارد؛ این انرژی می‌تواند از سوی خود هواپیمای حامل، از سوی یک هواپیمای دیگر (اصطلاحاً «دوست لیزرزن») و یا توسط یک تعیین‌کننده لیزری زمینی تأمین شود. پس از رهاسازی از هواپیما، باطری حرارتی آن، برای تأمین توان سامانه هدایت فعال می‌شود؛ سیم مسلح‌کننده چاشنی بیرون کشیده می‌شود؛ بال‌ها باز می‌شوند و بسته بنوع پیکربندی آن، یا ژنراتور توربینی و یا کلید ایمنی آن برای تغذیه چاشنی فعال می‌شود.
پس از این فرایند، واحد جستجوگر، بمب را به‌سمت نقطه برخورد تعیین‌شده هدایت می‌کند. اگر تابش لیزری قطع شود، بمب هدایت را متوقف کرده و تقریباً در مسیر بالستیکی به مسیر خود ادامه می‌دهد، اگرچه ممکن است تداخل ناشی از سامانه هدایت، باعث انحراف آن از مسیر شود.GBU-24 ، یک سلاح هدایت‌شونده است ولی پیشرانه ندارد؛ یعنی دارای موتور برای حرکت نیست. بنابراین، بُرد آن به عواملی مانند سرعت و ارتفاع هواپیما، سرعت باد و غیره بستگی دارد. GBU-24  به‌قدری دقیق است که می‌تواند به درون کانال‌های تهویه در اهداف مستحکم نفوذ کند، اگرچه دقت آن بیشتر به توانایی نشانه‌گذاری صحیح لیزری بستگی دارد، تا توانایی خود بمب، برای رسیدن به نقطه برخورد با آن.
بمب GBU-24، برای استفاده در هواپیماهایی مانند:  F-15E، F-16A MLU، F-16C Block 40/42،F-16C Block 50/52 CCIP، F-16C+ Block 30 SCU8، F/A-18، Panavia Tornado، Eurofighter Typhoon، Mirage 2000، Rafale، F-14 Tomcat) پیش از بازنشستگی این جنگنده از نیروی دریایی آمریکا)، F-4E AUP، F-111C AUP  و پهپادهای Predator C مورد تأیید قرار است.
در جریان تهاجم به عراق در سال ۲۰۰۳، جنگنده‌های F-14 نیروی دریایی ایالات متحده، ۲۳ بمب GBU-24 را پرتاب کردند.